# Sergio Nuti
(Marco Tullio Giordana su Sergio Nuti)
Sergio Nuti (Roma, 22 giugno 1945 – Roma, 26 ottobre 2012) è stato un montatore e regista italiano.

## Biografia
Studente di filosofia, collabora per molto tempo come redattore di giornale studenteschi. La sua prima esperienza nel mondo del cinema risale al 1970, quando lavora come aiuto regista di Silvano Agosti per il film N.P. Il segreto. Prevalentemente montatore, collabora con registi quali Marco Tullio Giordana (con cui stringerà una profonda e duratura amicizia), Marco Bellocchio, Gianni Amelio e Gianfranco Mingozzi. Nel 1978 realizza il suo primo e unico lungometraggio da regista: Non contate su di noi.

## Filmografia

### Montatore
- Lo chiamavano Verità, regia di Luigi Perelli (1972)
- Cile golpe regia di Antonio Bertini (1972)
- Sconfiggeremo il cielo regia di Antonio Bertini e Sergio Nuti (1972) - cortometraggio
- Il continente nero attende ancora regia di Nicola De Rinaldo (1973) - mediometraggio
- Terminal, regia di Paolo Breccia (1974)
- Vermisat, regia di Mario Brenta (1975)
- Bertolucci secondo il cinema, regia di Gianni Amelio (1976)
- Gli ultimi tre giorni, regia di Gianfranco Mingozzi (1977)
- Maledetti vi amerò, regia di Marco Tullio Giordana (1980)
- La caduta degli angeli ribelli, regia di Marco Tullio Giordana (1981)
- Gli occhi, la bocca, regia di Marco Bellocchio (1982)
- La domenica specialmente, episodio La neve sul fuoco, regia di Marco Tullio Giordana (1991)
- Le aquile non cacciano mosche, regia di Sergio Cabrera (1994)
- Santo Stefano, regia di Angelo Pasquini (1997)

### Regista
- Cina - Manifesti sul fascismo (1973) - cortometraggio
- Non contate su di noi (1978)

### Aiuto regista
- N.P. Il segreto regia di Silvano Agosti (1970)